# O Parrulo Fútbol Sala
O Parrulo Fútbol Sala es un equipo de fútbol sala español de la ciudad de Ferrol, en la provincia de La Coruña (Galicia). Funciona como una escuela de fútbol sala, presente en las distintas categorías de fútbol sala base desde chupetes hasta juvenil, y su primer equipo juega en la Segunda División de la LNFS. Actualmente juega sin patrocinadores para su primer equipo.
Ha jugado un total de 9 temporadas en la máxima categoría de la Liga Nacional de Fútbol Sala en dos etapas: entre 1998 y 2003, cuando llegó a disputar un playoff por el título, y entre 2017 y 2021.

## Historia
O Parrulo se fundó en 1987 como un club de amigos aficionados, y comenzó su andadura en las divisiones gallegas. Cuando se creó la Liga Nacional de Fútbol Sala, O Parrulo se inscribió en la Primera Nacional "A", que entonces funcionaba como la segunda categoría, y descendió a Nacional "B" al terminar séptimo de su grupo. En esa categoría se mantuvo tres temporadas, hasta que ascendió a Nacional "A" en 1993. En la campaña 1994/95, los gallegos finalizaron primeros de su grupo, y certificaron su ascenso a División de Plata.
Poco a poco, la entidad ferrolana formó una plantilla para ascender a la máxima categoría, y firmó un acuerdo de patrocinio con la empresa local Indunor, por lo que se llamó O Parrulo Indunor. Tras quedar tercero en 1996/97, O Parrulo alcanzó la primera posición en 1997/98 con 68 puntos, lo que le permitió ascender directamente a División de Honor.
En la máxima categoría española, la entidad se mantuvo seis temporadas, en las que luchó por la permanencia. Su mejor actuación se produjo en el curso 1999/2000, cuando finalizó sexto en la liga regular y se clasificó para los playoff por el título. En la fase final, cayó derrotado en cuartos ante el CLM Talavera, eventual campeón de esa edición. O Parrulo aguantó hasta la quiebra de Indunor en 2002, que aportaba la mayor parte de los ingresos. Tras finalizar el año 2001/02 con apuros en la antepenúltima posición, el equipo de Ferrol descendió en 2002/03 como colista, con sólo 6 puntos.
De nuevo en División de Plata, O Parrulo tuvo que rebajar sus objetivos y pasó a luchar por la permanencia en categoría profesional, hasta que en 2005/06 descendió. En ese tiempo, la entidad ferrolana se desarrolló como escuela de fútbol para los jóvenes de la zona, mientras su primer equipo se mantuvo en Primera Nacional "A". En 2009/10 finalizó líder en su grupo, pero renunció a División de Plata al no tener recursos económicos en caso de ascender. En la temporada 2012/2013 firmaría una de las mejores temporadas que se recuerdan tras vencer al Azkar Lugo en la 3ª ronda de la Copa del Rey y posteriormente disputar los octavos de final ante ElPozo Murcia, además de lograr la 2ª posición del Grupo I de la 2º División "B" lo que les permitió disputar la fase de ascenso a la Segunda División ante el FS Nazareno, logrando imponerse en una eliminatoria a doble partido y con ello consiguiendo el retorno en la temporada 2013-2014 a la Segunda División y a la LNFS. En la temporada 2016/17 lograron el ascenso a la máxima categoría.

## Uniforme
- Uniforme local: Camiseta blanca con una línea en azul, pantalón blanco y medias blancas
- Uniforme visitante: Camiseta negra, pantalón negro y medias negras.